# PlayStation Experience
Le PlayStation Experience est un salon annuel du jeu vidéo organisé par Sony Computer Entertainment depuis 2014 aux États-Unis. Ouvert au public, le salon est destiné à faire la promotion des jeux vidéo destiné aux consoles PlayStation, en présentant notamment des versions de démonstration de jeu pas encore sorti, et aux produits dérivés associés,. La première édition du salon s’est déroulé à Las Vegas et la deuxième à San Francisco.